# Dominique aux Jeux du Commonwealth de 2022
La Dominique doit participer[Passage à actualiser] aux Jeux du Commonwealth de 2022 qui se tiendront[Passage à actualiser] à Birmingham, en Angleterre. Ce sera[Passage à actualiser] la onzième participation de Dominique aux Jeux du Commonwealth.
Le 6 juillet 2022, une équipe de onze athlètes (huit hommes et trois femmes) en compétition dans trois sports a été nommée par l'Association des Jeux du Commonwealth de la Dominique.

## Athlètes
Voici la liste du nombre de concurrents participant aux Jeux par sport/discipline.
| Sport             | Hommes | Femmes | Total |
| ----------------- | ------ | ------ | ----- |
| Athlétisme        | 5      | 2      | 7     |
| Cyclisme          | 2      | NC     | 2     |
| Sports aquatiques | 1      | NC     | 1     |
| Total             | 8      | 2      | 10    |

## Athlétisme
L'équipe d'athlétisme de la Dominique était composée de cinq hommes et trois femmes.
| Athlète        | Épreuve        | 1er tour | 1er tour | Demi-finale | Demi-finale | Finale | Finale |
| Athlète        | Épreuve        | Temps    | Rang     | Temps       | Rang        | Temps  | Rang   |
| -------------- | -------------- | -------- | -------- | ----------- | ----------- | ------ | ------ |
| Derick St Jean | 400 m masculin |          |          |             |             |        |        |
| Dennick Luke   | 800 m masculin |          |          |             |             |        |        |
| Judah Coriette | 800 m masculin |          |          |             |             |        |        |

| Athlète          | Épreuve                   | Qualification | Qualification | Finale      | Finale |
| Athlète          | Épreuve                   | Performance   | Rang          | Performance | Rang   |
| ---------------- | ------------------------- | ------------- | ------------- | ----------- | ------ |
| Tristan James    | Saut en longueur masculin |               |               |             |        |
| Thea LaFond      | Saut en longueur féminin  |               |               |             |        |
| Thea LaFond      | Triple saut féminin       |               |               |             |        |
| Mariah Toussaint | Saut en longueur féminin  |               |               |             |        |
| Dillon Simon     | Lancer du poids masculin  |               |               |             |        |

## Cyclisme
La Dominique a inscrit deux cyclistes masculins dans la discipline du cyclisme sur route.

### Cyclisme sur route
| Athlète      | Épreuve                   | Temps | Rang |
| ------------ | ------------------------- | ----- | ---- |
| Kohath Baron | Course en ligne masculine |       |      |
| Kevon Boyd   | Course en ligne masculine |       |      |

## Sports aquatiques
La Dominique a inscrit un nageur masculin. Cela marquera les débuts sportifs du pays dans le sport aux Jeux du Commonwealth.

### Natation
| Athlète         | Épreuve                   | 1er tour | 1er tour | Demi-finale | Demi-finale | Finale | Finale |
| Athlète         | Épreuve                   | Temps    | Rang     | Temps       | Rang        | Temps  | Rang   |
| --------------- | ------------------------- | -------- | -------- | ----------- | ----------- | ------ | ------ |
| Warren Lawrence | 50 m nage libre masculin  |          |          |             |             |        |        |
| Warren Lawrence | 100 m nage libre masculin |          |          |             |             |        |        |
| Warren Lawrence | 50 m dos masculin         |          |          |             |             |        |        |
| Warren Lawrence | 100 m dos masculin        |          |          |             |             |        |        |
| Warren Lawrence | 50 m papillon masculin    |          |          |             |             |        |        |